# Luis Nieto Manjón
Luis Nieto Manjón (Villacarrillo, Jaén, 1959) es un escritor y crítico taurino español.

## Biografía
Licenciado en Ciencias de la Información, por la Universidad Complutense de Madrid, empezó a trabajar en el diario Pueblo. Fue redactor en la Cadena Ser. Tras coordinar las páginas taurinas del ABC de Madrid, pasó a dirigir esta sección en el Diario de Sevilla y El Día de Córdoba.

## Obras
- Diccionario Ilustrado de Términos Taurinos (Espasa Calpe, 1987), prologado por Camilo José Cela.
- La Lidia (Espasa Calpe, 1992).
- Historia de un alguacilillo. Colección de relatos taurinos (Editor F.J. Plaza, 1993).
- Coautor de la enciclopedia La pasión por los toros (Planeta Agostini, 1994-1995).
- Anecdotario taurino I. De Cúchares a Manolete (Ediciones Tutor, 1995).
- Anecdotario taurino II. De Luis Miguel Dominguín a Manuel Benítez "Cordobés" (Ediciones Tutor, 1996).
- Anecdotario taurino III. De Paquirri a Joselito (Ediciones Tutor, 1997).
- Toreros de Sevilla (Diario de Sevilla, 2000).
- La historia insólita del toreo a caballo (2001).

## Premios
- Mención especial del premio “Antonio Díaz Cañabate” (1987).
- Premio “José María de Cossío”, de Literatura taurina (1992).
- Premio “Díaz Cañabate” (1993).
- Finalista del premio Ignacio Sánchez Mejías.